# Kalpaka bulvāris

Le boulevard Kalpaka (letton : Kalpaka bulvāris) est un boulevard à Rīga en Lettonie.

## Présentation
Le Kalpaka bulvāris traverse le quartier Centrs. Le boulevard Kalpaka commence à l'intersection des rues Elizabetes iela, Pulkveža Brieža et Strēlnieku iela et il se termine à l'intersection du boulevard Brīvības bulvāris, des rues Tērbatas iela et Merķeļa iela.
La longueur totale du boulevard est de 870 mètres et il se compose de 3 à 4 voies de circulation.

## Histoire
La rue a été créée lors de la démolition des remparts de Riga en 1860 et a été baptisée Esplanade. En 1885, la rue a été rebaptisée en l'honneur du général Édouard Totleben, et pendant la République soviétique socialiste de Lettonie en 1919, elle a été rebaptisée en l'honneur de la communiste Rosa Luxemburg.
En 1923, la rue Totleben a été rebaptisée boulevard Kalpaka en lhonneur d'Oskars Kalpaks (lv). Après l'Occupation soviétique de la Lettonie en 1940, il a été rebaptisé boulevard Komunāru bulvāri, pendant l'occupation allemande de 1941 il est renommé Bismarka loku puis en 1942 rue Kalpaka iela (Kalpakstrasse),.
En 1991, elle reprendra le nom de Kalpaka bulvāris.

## Bâtiments
- Kalpaka bulvāris 1 est une ancienne demeure de marchand (1873-1874, architecte Robert August Pflug). Monument architectural d'importance régionale[5]. Actuellement, le bâtiment abrite l'ambassade de Finlande.

- Kalpaka bulvāris 3 est l'ancien immeuble d'Elrich (1873, architecte R. Pflug). Monument architectural d'importance régionale[6]. Actuellement, le bâtiment abrite l'ambassade d'Ukraine.

- Kalpaka bulvāris 5 est l'ancien immeuble d'habitation de von Rautenfeld (1878, architecte Janis-Friedrich Baumanis). Monument architectural d'importance régionale[7].

- Kalpaka bulvāris 7 est l'ancien immeuble d'habitation de Beckman (1874-1879, architecte Jānis Frīdrihs Baumanis). Un monument architectural d'importance régionale[8].

- Kalpaka bulvāris 9 est l'ancien immeuble d'habitation de von Stankevich (1874, architecte J.-F. Baumanis). Un monument architectural d'importance régionale[9].

- Kalpaka bulvāris 11 est l'ancien immeuble d'habitation de von Schröder (1878, architecte Heinrich Schel). Un monument architectural d'importance régionale[10].

- Kalpaka bulvāris 13 est l'ancienne école commerciale de Riga (1902-1905, architecte Wilhelm Bockslaff), actuellement l'Académie des Arts de Lettonie. Monument architectural d'importance nationale[11].

## Galerie

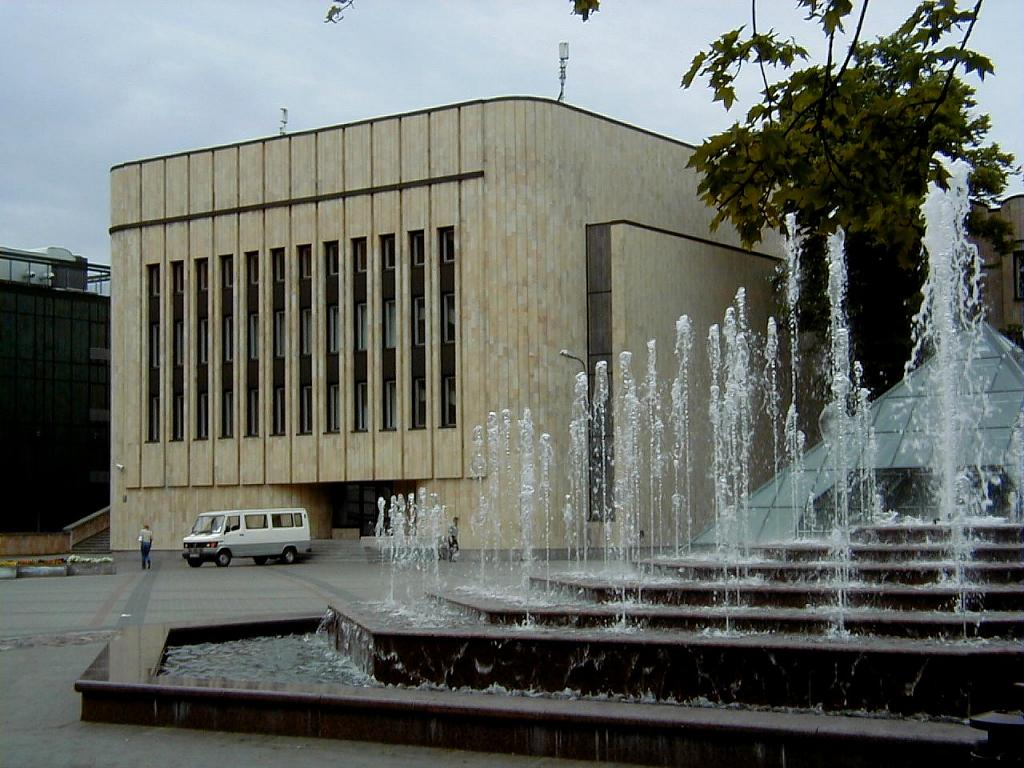
Palais des Congrès
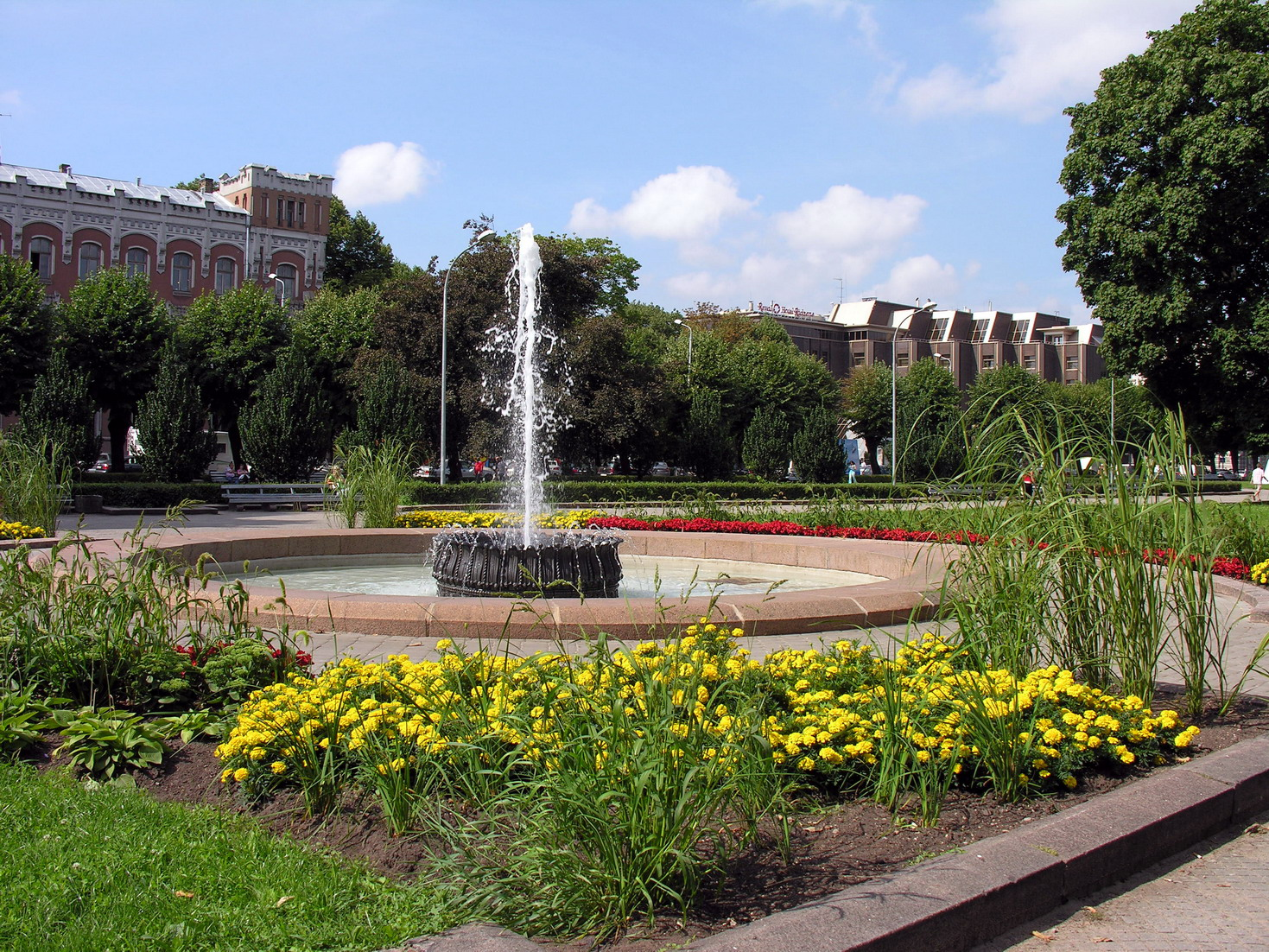
Esplanade.
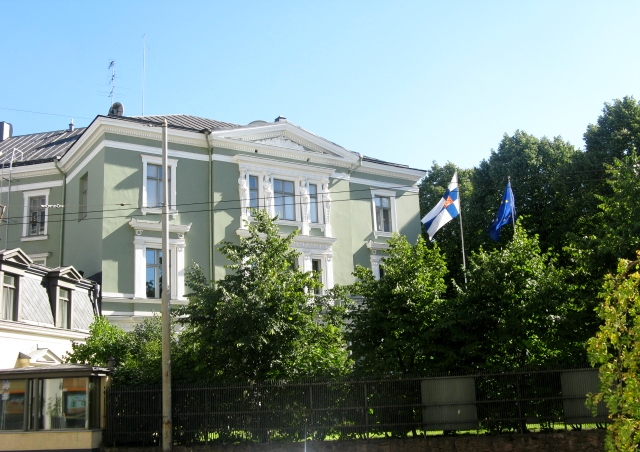
Ambassade de Finlande.

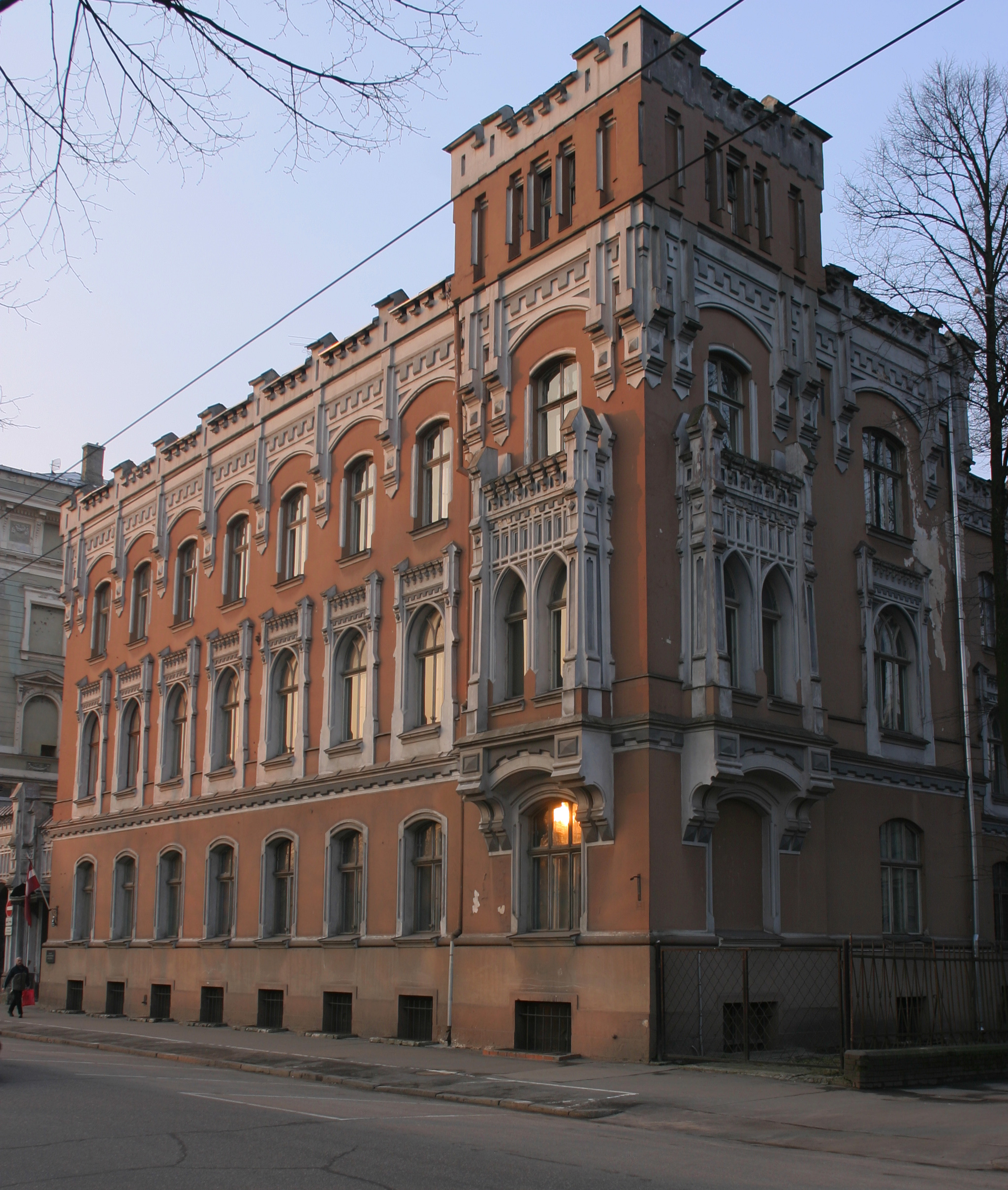
Bibliothèque du Boulevard Kapalka.
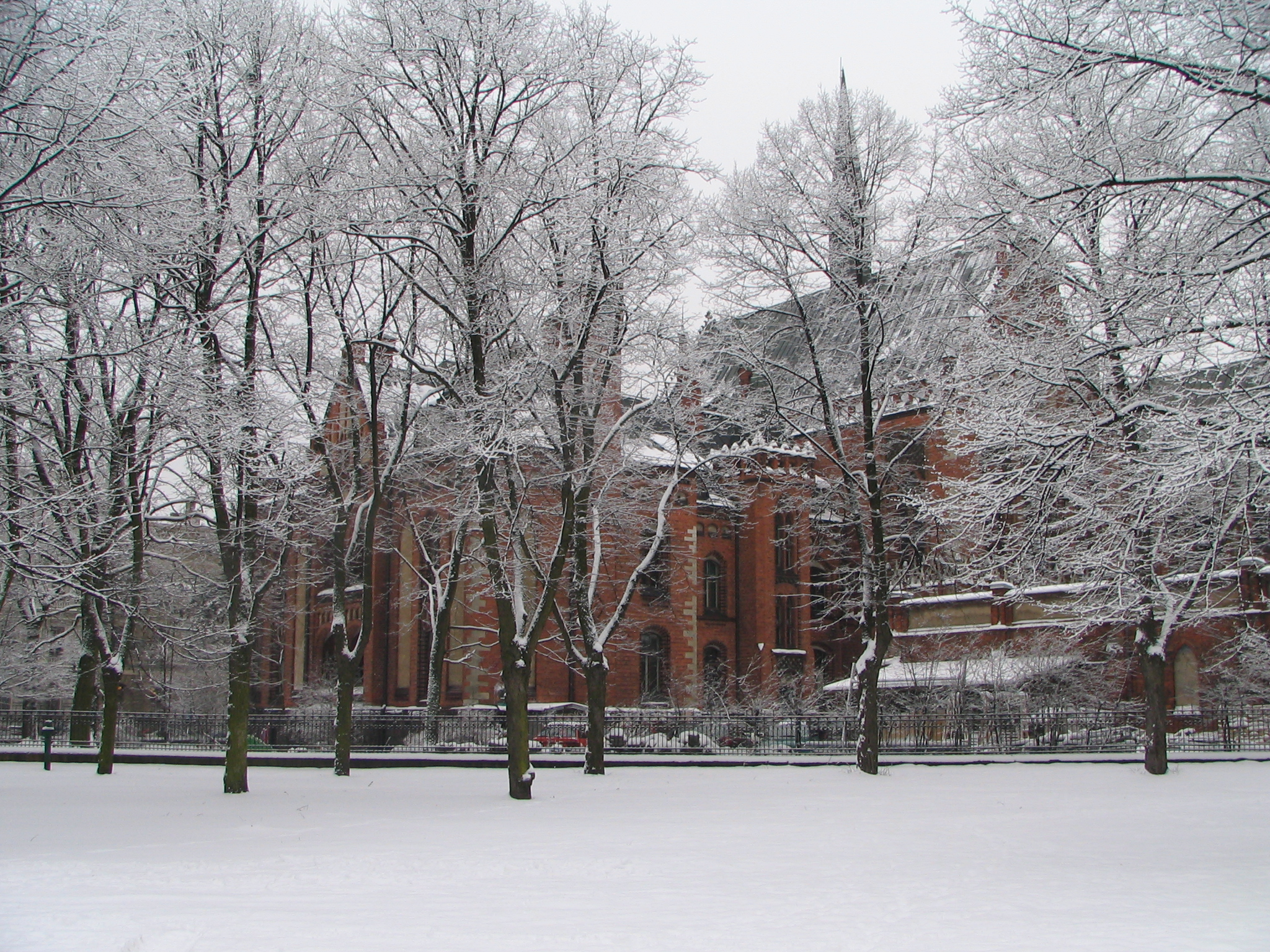
Académie des beaux-arts.
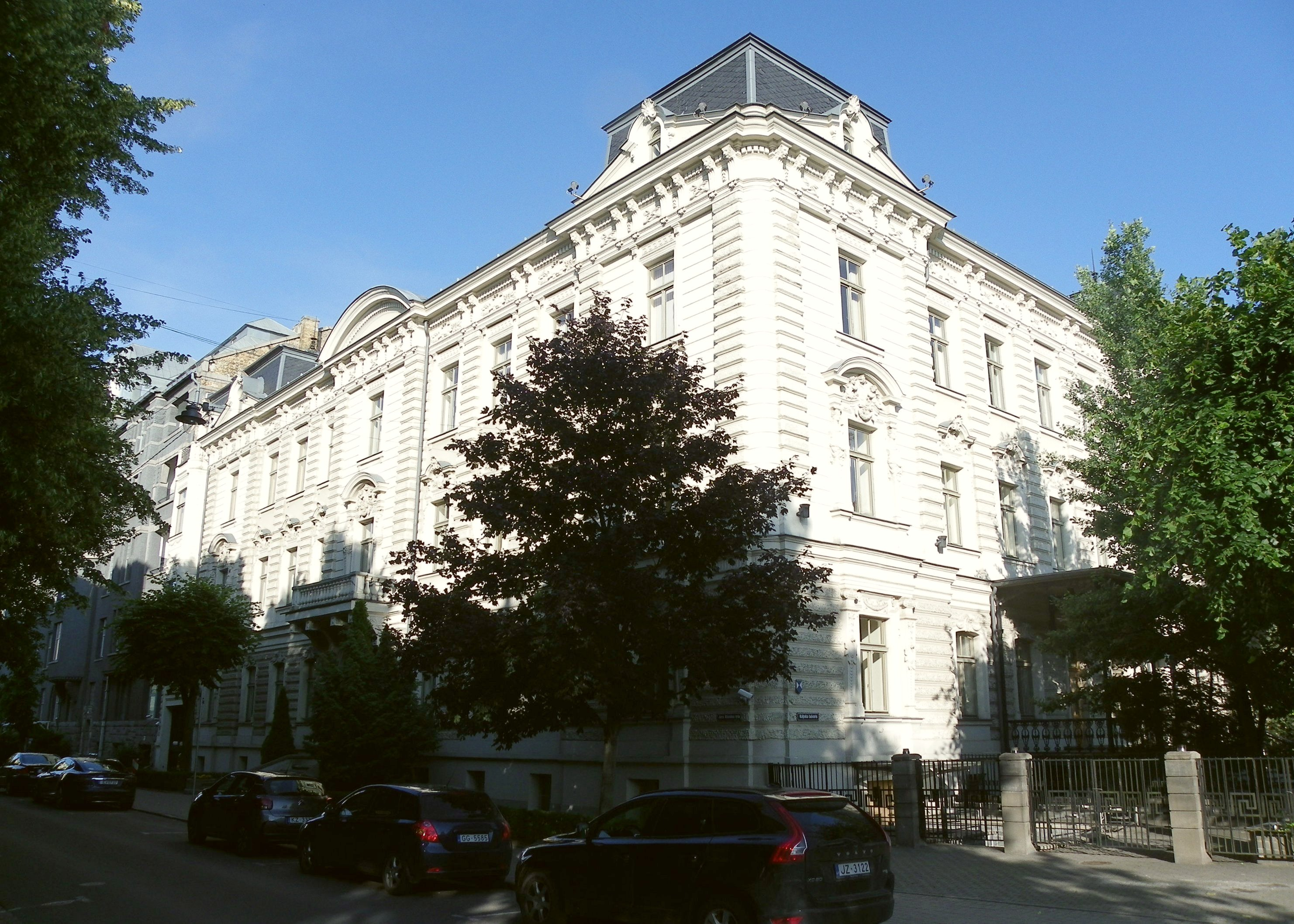
Ambassade de Russie.